# Pachybrachis signatus
Pachybrachis signatus är en skalbaggsart som beskrevs av Bowditch 1909. Pachybrachis signatus ingår i släktet Pachybrachis och familjen bladbaggar. Inga underarter finns listade i Catalogue of Life.